# Bandera de Catalunya (espectacle)

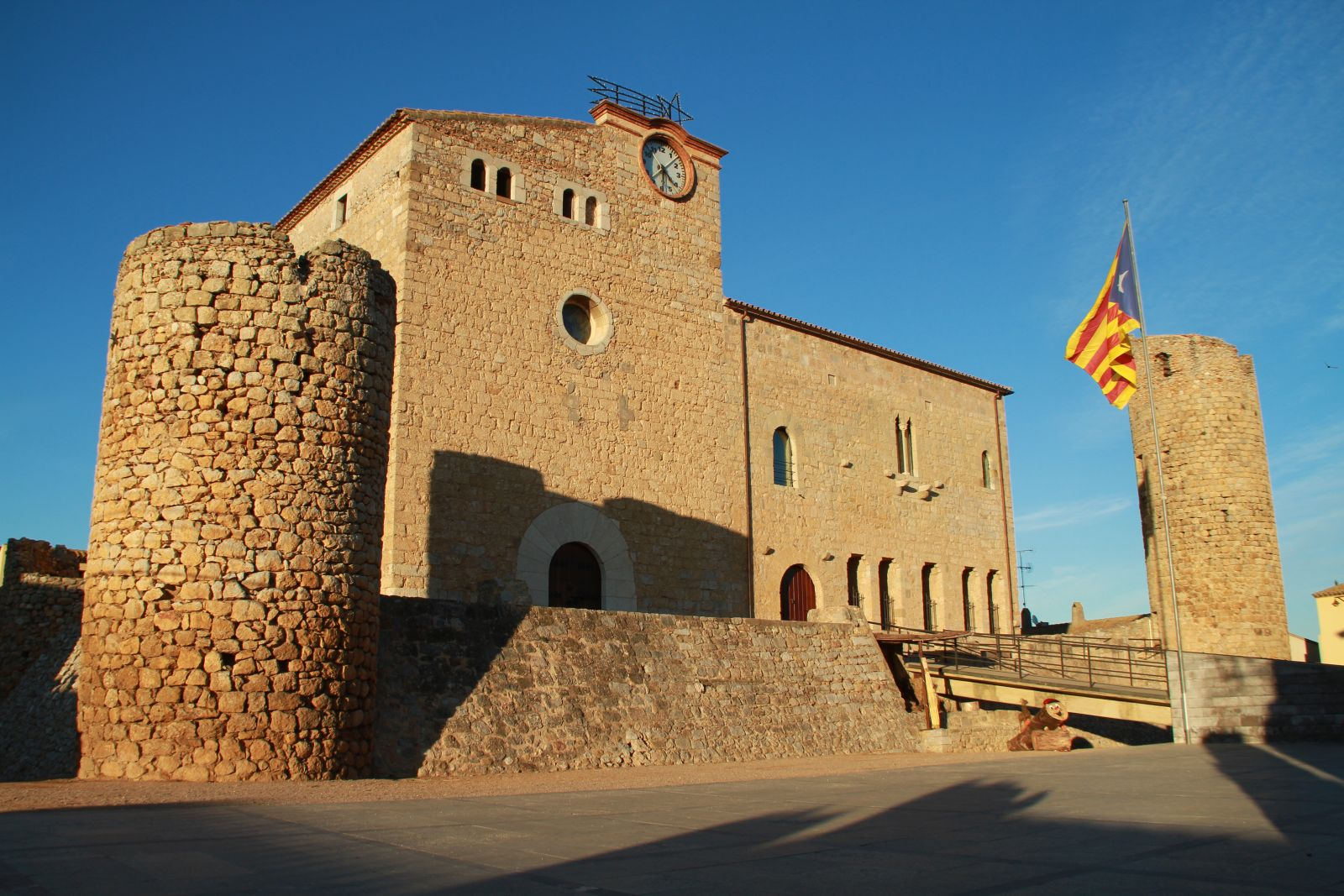
Plaça del Comtes d'Empúries on es representa l'espectacle

Bandera de Catalunya - La fi del comtat d'Empúries és un espectacle teatral nascut l'any 1979, obra d'Esteve Albert i Corp, que sabé engrescar tot un poble per tirar endavant un projecte que mou més d'un centenar d'actors. Any rere any, la plaça dels Comtes d'Empúries de Bellcaire d'Empordà reviu la història medieval de Bellcaire i el seu entorn i els fets clau de la història de Catalunya durant els segles XII-XIV, com la conquesta de l'illa de Mallorca o l'expansió de la Corona Catalano-aragonesa per la Mediterrània i la final annexió del Comtat d'Empúries a la corona, tot representat per veïns del poble i voltants.
Un aspecte important de l'obra és també la música en viu, que recull tant balades i cançons compostes especialment per l'espectacle com cançons originals dels trobadors de l'època.
Divendres Sant, es representa a la plaça dels Comtes d'Empúries de Bellcaire d'Empordà.